# IC 4070
IC 4070 ist eine elliptische Galaxie vom Hubble-Typ Sab? im Sternbild Coma Berenices am Nordsternhimmel, die schätzungsweise 860 Millionen Lichtjahre von der Milchstraße entfernt ist. Im gleichen Himmelsareal befinden sich die Galaxien IC 4059, IC 4079, IC 4089, IC 4095.
Entdeckt wurde das Objekt am 27. Januar 1904 von Max Wolf.